# Ena Hartman
Ena Hartman (* 1. April 1932 in Moscow, Arkansas; † 16. April 2025 in Los Angeles) war eine US-amerikanische Schauspielerin.

## Leben
Hartman wurde auf einer Farm nahe dem kleinen Ort Moscow in Arkansas geboren, ihre Eltern arbeiteten als Sharecropper. Auch sie musste als Heranwachsende Baumwolle pflücken. Im Alter von 13 Jahren zog sie zu ihrer Mutter nach Buffalo; diese hatte sich zwischenzeitlich scheiden lassen. Nachdem sie die High School trotz guter schulischer Leistungen aus finanziellen Gründen verlassen musste, eröffnete sie ein kleines Restaurant. Dort übernahm sie in Personalunion alle Aufgaben vom Kochen, Bedienen und Abwaschen. Als sie genug Geld zusammengespart hatte, zog sie nach New York City in der Hoffnung auf eine Karriere als Fotomodell.
Ihr erstes Casting bei einer Modellagentur verlief für sie zwar negativ, sie wurde kurze Zeit später jedoch von einem Talentsucher entdeckt. Zwischen ihren Aufträgen nahm sie Schauspielunterricht bei Joshua Shelley und Lloyd Richards; ihrem Manager gelang es daraufhin, sie bei der Künstleragentur William Morris Agency unterzubringen. Diese vermittelte ihr 1962 ein Vorsprechen bei NBC. Dort erhielt sie einen Vertrag über fünf Jahre, der mit 812.000 US-Dollar jährlich dotiert war; sie war die erste afroamerikanische Frau mit solch einem Vertrag. Es folgten Gastauftritte in Serien wie Bonanza und Raumschiff Enterprise, sowie kleine Rollen in Spielfilmen wie Derek Flint schickt seine Leiche. Neben Mittie Lawrence und Gloria Calomee war sie eine der Schauspielerinnen, die für den Charakter Uhura in Raumschiff Enterprise in Betracht gezogen wurden, bevor Nichelle Nichols die Rolle übernahm.
Im Anschluss erhielt Hartman einen Vertrag über drei Jahre bei Universal Studios. Unzufrieden mit ihren Rollen kündigte sie 1970 ihren Vertrag, nachdem sie in Airport eine Stewardess gespielt hatte. Im darauf folgenden Jahr erhielt sie eine der Hauptrollen in der Quinn-Martin-Actionserie Dan Oakland an der Seite von Burt Reynolds. Diese wurde jedoch bereits nach der ersten Staffel eingestellt. Hartman versuchte sich daraufhin beim Blaxploitationfilm und spielte eine der Hauptrollen im Low-Budget-Film Männer wie die Tiger. Nun ohne Vertrag bei einem großen Studio erhielt sie kaum noch Rollenangebote. Ihren letzten Fernsehauftritt hatte Hartman 1975; 1980 war sie zwar noch in drei Dan August-Fernsehfilmen zu sehen, hierbei handelte es sich jedoch um Zusammenschnitte alter Episoden.
Vom Showgeschäft zurückgezogen lebte sie in Süd-Kalifornien.

## Filmografie (Auswahl)

### Film
- 1964: Assistenzärzte (The New Interns)
- 1966: Derek Flint schickt seine Leiche (Our Man Flint)
- 1967: Satanische Spiele (Games)
- 1970: Airport
- 1973: Männer wie die Tiger (Terminal Island)

### Fernsehen
- 1964: Bonanza
- 1966: Raumschiff Enterprise (Star Trek)
- 1966: Tarzan
- 1967: Polizeibericht (Dragnet)
- 1968: Ihr Auftritt, Al Mundy (It Takes a Thief)
- 1968: Adam-12
- 1970–1971: Dan Oakland (Dan August)